# Бостонские брамины
«Бостонские брамины» (англ. Boston Brahmins) — специфическая социальная прослойка Бостона, восходящая к первым колонистам Новой Англии, для которой характерен замкнутый, квази-аристократический образ жизни. Внешними атрибутами считаются новоанглийский (бостонский) акцент и диплом об окончании Гарвардского университета. Аналогичными прослойками являются «Первые семьи Виргинии» (First Families of Virginia) и «Семьи колонизаторов Мэриленда» (Colonial families of Maryland).
Шутливый термин был предложен в 1861 году Оливером Холмсом-Старшим (в одном из его романов) по аналогии с высшей индийской варной, дабы подчеркнуть влиятельность бостонских протестантских семейств, ведущих аристократический образ жизни, преуспевающих в делах, являющихся покровителями искусства и наук. Знаменитым стало четверостишие Джона Коллинса Боссиди «Бостонская здравница»:

And this is good old Boston,

The home of the bean and the cod,

Where the Lowells talk only to Cabots,

And the Cabots talk only to God.
Ах, старый Бостон,

Мыс Код, изогнутый рогом,

Где Ловеллы дружат с Каботами,

А Каботы дружат с Богом.
— Andrews, Robert (ed.) (1996). Famous Lines: A Columbia Dictionary of Familiar Quotations. Columbia University Press. ISBN 0-231-10218-6
Кодекс поведения «браминов» предполагал осмотрительность и моральную ответственность превыше делового успеха. Семейные скандалы и разводы считались абсолютно неприемлемыми. Семьи были связаны родством, мужчины традиционно оканчивали Гарвардский университет. Большинство «браминов» принадлежали к епископальной церкви, но также были унитаристами, конгрегационалистами или методистами. В области политики «брамины» были последовательными федералистами и вигами, позднее — республиканцами.